# Granatnik SPG-9
SPG-9 (ros. СПГ-9) – radzieckie lekkie działo bezodrzutowe oficjalnie klasyfikowane jako ciężki granatnik przeciwpancerny przeznaczony do zwalczania opancerzonych wozów bojowych, niszczenia i obezwładniania siły żywej oraz środków ogniowych.
Działo przystosowane jest do strzelania pociskami odłamkowymi OG-9W oraz przeciwpancernymi kumulacyjnymi PG-9W, podobnie jak armata 2A28 Grom montowana w BWP-1 (odpowiednio OG-15W i PG-15W). Amunicja ta klasyfikowana jest jako armatnia, chociaż posiada silnik rakietowy, który włącza się w odległości około 20 metrów od wylotu lufy po wystrzeleniu pocisku za pomocą zwykłego ładunku miotającego i zwiększa prędkość pocisku do 700 m/s. SPG-9 wyposażono w celownik mechaniczny i celownik optyczny PGO-1 oraz mechaniczny mechanizm odpalający.
Granatnik został wprowadzony do służby w 1962 jako następca 82 mm działa bezodrzutowego B-10. Od 1968 w Polsce na uzbrojeniu oddziałów powietrznodesantowych stosowany z hełmem dźwiękochłonnym HD-3. 
Obecnie SPG-9 to konstrukcja przestarzała, przy znacznej masie i dużych wymiarach ma siłę ognia mniejszą niż większość współczesnych granatników.

## Wersje[1]
- SPG-9 – wersja standardowa.
- SPG-9N – wersja z noktowizorem.
- SPG-9D – desantowy, wersja wyposażona w jarzmo z kołami.
- SPG-9DM – zmodyfikowana wersja desantowa, zmieniono jarzmo z kołami.
- SPG-9M – wersja zmodernizowana wyposażona w celownik PGOK-1. Posiada podstawę do montażu celownika noktowizyjnego typu 1PN52, teleskopową nogę przednią podstawy i składany chwyt transportowy.

## Dane taktyczno-techniczne
| Wzór                                                                           | SPG-9      |
| ------------------------------------------------------------------------------ | ---------- |
| Kaliber                                                                        | 73 mm      |
| Masa broni niezaładowanej na podstawie/na podstawie z zamocowanymi kołami (kg) | 47,5/59,5  |
| Długość broni (mm)                                                             | 2110       |
| Długość lufy (mm)                                                              | 850        |
| Kąt ostrzału w płaszczyźnie pionowej (°)                                       | –30 do +70 |
| Czas przejścia w położenie bojowe (s)                                          | 25–35      |
| Obsługa                                                                        | 4 osoby    |

| Wzór                               | PG-9                        | OG-9      |
| ---------------------------------- | --------------------------- | --------- |
| Rodzaj                             | przeciwpancerny-kumulacyjny | odłamkowy |
| Kaliber                            | 73 mm                       | 73 mm     |
| Masa naboju                        | 4,39                        | 5,5       |
| Masa pocisku (kg)                  | 2,53                        | ?         |
| Długość naboju (mm)                | 670                         | ?         |
| Prędkość wylotowa/maksymalna (m/s) | 435/700                     | ?         |
| Przebijalność (mm)                 | ~ 400                       | -         |
| Zasięg efektywny/maksymalny (m)    | 500/1300                    | -/4500    |